# Röszke, Csongrád
Röszke  este un sat în districtul Szeged, județul Csongrád, Ungaria, având o populație de 3.043 de locuitori (2011). 

## Demografie
Componența etnică a satului Röszke
     Maghiari (97,76%)
     Necunoscut (0,34%)
     Alții (1,9%)
Componența confesională a satului Röszke
     Romano-catolici (67,14%)
     Fără religie (10,94%)
     Reformați (3,02%)
     Necunoscută (17,55%)
     Alte religii (3,06%)
Conform recensământului din 2011, satul Röszke avea 3.043 de locuitori. Din punct de vedere etnic, majoritatea locuitorilor (97,76%) erau maghiari. Apartenența etnică nu este cunoscută în cazul a 0,34% din locuitori.  Din punct de vedere confesional, majoritatea locuitorilor (67,14%) erau romano-catolici, existând și minorități de persoane fără religie (10,94%) și reformați (3,02%). Pentru 17,55% din locuitori nu este cunoscută apartenența confesională.